# Рено FT-17
Рено FT-17 (фр. Automitrailleuse à chenilles Renault FT modèle 1917) је био први француски лаки тенк који је произведен у великом броју; један од најреволуционарнијих и најутицајнијих тенковских конструкција у историји. FT-17 је био први лаки тенк са наоружањем у ротирајућој куполи док је његова концепција са куполом на горњој страни тела тенка, мотором позади и возачем напред постала стандардна и користи се и данас у производњи модерних тенкова; концепција која је толико уобичајена да је савременом посматрачу тешко да уочи њену некада револуционарну природу.

## Развој
Припреме за производњу новог лаког тенка покренуо је у мају 1916. године чувени произвођач аутомобила Луј Рено искључиво из намере да у своје пословне комбинације укључи тада познатог тајкуна индустрије челика Пола Томеа. Један од његових најталентованијих пројектаната Рудолф Ернст-Мецмајер је био идејни творац новог концепта. Иако је пројекат био много напреднији од првих француских тенкова који је требало да уђу у производњу, Шнајдер ЦА1 и тешког Сен Шамон, Рено је имао великих потешкоћа да убеди представнике француске војске да прихвате његов пројекат. Чак и после прве борбене употребе британских тенкова 15. септембра 1916. године након које је француски народ затражио да се у борби ангажују и француски тенкови, производња лаког тенка је скоро отказана због производње супертешког тенка (Шар 2Ц). Да иронија буде већа пројектант супертешког тенка је такође био Реноов човек Ернст Мецингер који је пројектовао ово чудовиште у периоду када је Рено помагао фирми ФЦМ у његовој изради. Ипак, уз свесрдну подршку бригадира Жан-Баптист Јужин Естјена (1860—1936), познатијег под надимком „Отац тенкова“ који је сматрао да је боље имати пуно стварних лаких него неколико имагинарних супертешких тенкова, Рено је успео да издејствује почетак серијске производње. Међутим борба за производне капацитете са супарничким тенком Шар 2Ц трајаће све до самог краја Првог светског рата 11. новембра 1918.

## Производња
Прототип је постепено усавршаван током прве половине 1917. и до краја исте године произведено је само 84 комада али је до краја рата испоручено 2.697 примерака. Укупна производња је износила најмање 3.177 тенкова FT-17: по неким изворима произведено је преко 4.000 комада. Ипак, 3.177 комада је укупан број ових тенкова који су испоручени француској армији; 514 комада је највероватније директно испоручено САД и 3 Италији што чини цифру од 3694 произведена тенка овог типа. Тенк је првобитно имао округлу куполу од челичних плоча спојених закивцима; касније је она замењена са осмоугаоном куполом па чак и округлом куполом направљеном од једне савијене челичне плоче ( Берлие купола названа по једном од бројних коопераната). Последња два типа куполе била су наоружана са топом калибра 37 mm уместо митраљеза 7.92 mm. У САД је овај тенк произвођен по лиценци као шестотонски тенк Модел 1917 (произведено је 950 комада од којих је 64 испоручено пре завршетка рата).

## Борбена употреба
ФТ-17 је масовно коришћен од стране Француза и Американаца (којима је испоручено 514 тенкова овог типа) у завршној фази рата, после 31. маја 1918. године. Тенк је био јефтин и прилагођен масовној производњи. Заправо, масовна производња тенкова је представљала посебну врсту оружја: планирано је да се произведе 12.260 комада (4.440 у САД) пре краја 1919. године. Планирани пораст производње тенкова био је један од основних разлога зашто се немачка врховна команда одлучила да стави све на коцку и да покрене велику офанзиву у пролеће 1918. године која је до те мере ослабила немачку армију да се крајем те исте године напросто распала.

## После Првог СР
После рата ФТ-17 је извожен у многе земље (Пољска, Естонија, Литванија, Румунија, Југославија, Чехословачка, Швајцарска, Белгија, Холандија, Шпанија, Бразил, Турска, Иран, Финска и Јапан). Захваљујући масовној производњи и извозу француски тенк ФТ-17 је био први тенк у наоружању оклопних снага многих земаља укључујући и САД. Учествовао је у многим сукобима, као што су Руски грађански рат, Пољско-совјетски рат, Кинески грађански рат и Шпански грађански рат.
Наследник тенка ФТ-17 је био тенк Рено Р-35, пројектован средином 1930-их година. Иако их је изграђено 1600, никад није потпуно успео да замени велики број ФТ-17 тенкова у служби.

## Други светски рат
Тенкови FT-17 су такође коришћени и у Другом светском рату у Пољкој и Француској иако су тада већ били застарели. 1940. године француска армија је још увек имала 8 батаљона опремљених сваки са по 63 тенка FT-17 као и са три самосталне чете са по 10 тенкова истог типа што је укупно износило 534 тенка који су били наоружани само митраљезом. Ова чињеница је касније често представљала главни аргумент којим се доказивало да француска војска није располагала модерном војном опремом; заправо французи су имали више модерних тенкова од Немаца. Када је за време немачког напада на Француску немачки оклопни клин избио на обале Ламанша и одсекао најбоље француске снаге и Британски експедициони корпус, у циљу спречавања даљег немачког напредовања целокупна француска резерва је послата на фронт; њоме су били обухваћени и тенкови FT-17. Немци су заробили велики број ових тенкова које су касније користили за патролирање по окупираним земљама Европе као и за заштиту аеродрома.
FT-17 је био претеча многих француских тенкова као што су НЦ1, НЦ2, Шар D1 и Шар D2. Италијански стандардни тенк Фијат 3000 био је приближна копија FT-17. Црвена армија је заробила неколико Реноа на основу којих је започета серијска производња; када се Стаљин упустио у трку у наоружању током тридесетих година двадесетог века, први тенк који је ушао у масовну производњу био је Т-18 који се и даље није пуно разликовао од свог француског претка.